# Dumbarton Central
Dumbarton Central (ang: Dumbarton Central railway station) – stacja kolejowa w Dumbarton, w hrabstwie West Dunbartonshire, w Szkocji, w Wielkiej Brytanii. Znajduje się na West Highland Line i North Clyde Line, 25 km na północny zachód od Glasgow Queen Street. Budynek dworca jest obiektem zabytkowym.